# San Dionisio (Nicaragua)
Pour les articles homonymes, voir San Dionisio.
San Dionisio est une municipalité nicaraguayenne du département de Matagalpa au Nicaragua. Au recensement de 2005 (es), la population était de 16 273 habitants ; elle est estimée à 18 710 habitants en 2023.